# Intensity
Intensity es el séptimo álbum de estudio del saxofonista tenor estadounidense John Klemmer. Fue publicado en diciembre de 1973 a través de Impulse! Records.

## Grabación y producción
Al igual que el álbum anterior de Klemmer, Waterfalls, Ed Michel se encargó de la producción del álbum. Las sesiones de grabación de Intensity tuvieron lugar en 1971 y 1973. Roger Nichols se desempeñó como ingeniero de audio en la sesión del 14 de agosto de 1971 en The Kabuki Theatre, en San Francisco, California; allí el músico grabó las canciones «Sea of Passion» y «Last Summer's Spell». El resto de las canciones fueron grabadas por Baker Bigsby el día 23 de febrero de 1973 en los estudios The Village, en Los Ángeles, California.

## Recepción de la crítica
Un escritor no especificado de la revista Cash Box comentó: “La devoción de John por el jazz y su total compromiso con el avance del estado del arte se evidencia plenamente en su nuevo LP, apropiadamente titulado. De hecho, intensidad es el lema de esta colección que en parte rinde homenaje al fallecido gigante del jazz John Coltrane”.

## Lista de canciones
Todas las canciones compuestas por John Klemmer
Lado uno
1. «Rapture of the Deep» – 9:20
2. «Love Song to Katherine» – 4:02
3. «Prayer for John Coltrane» – 1:46
4. «Waltz for John Coltrane» – 5:09

Lado dos
1. «(C'mon An') Play With Me» – 3:01
2. «Sea of Passion» – 5:49
3. «Last Summer's Spell» – 13:19

## Créditos y personal
Créditos adaptados desde las notas de álbum de Intensity.
Músicos
- John Klemmer – saxofón tenor (1, 2, 4–7), voces, percusión
- Tom Canning – piano eléctrico Fender Rhodes (1–5)
- Todd Cochran – piano eléctrico Fender Rhodes (6, 7)
- Dave Parlato – Fender Bass (1, 2, 4, 5)
- James Leary – bajo acústico (6, 7)
- Bart Hall – batería (1, 4, 5)
- Victor Feldman – percusión (1–3, 5)
- Woody Theus – batería, percusión (6, 7)

Personal técnico
- Ed Michel – productor
- Baker Bigsby – ingeniero de audio (1–5), mezclas
- Roger Nichols – ingeniero de audio (6, 7)
- Dominic Lumetta – mezclas
- Phil Melnick – diseño de portada, fotografía

## Posicionamiento
| Gráfica (1974)                              | Pico de posición |
| ------------------------------------------- | ---------------- |
| Estados Unidos (Record World Jazz LP Chart) | 20               |